# Musée des sciences de Hong Kong
Le musée des sciences de Hong Kong (香港科學館, Hong Kong Science Museum) est situé dans le quartier de Tsim Sha Tsui à Kowloon. Inauguré 18 avril 1991, il se trouve près du musée d'histoire de Hong Kong.

## Histoire
Le projet du musée des sciences de Hong Kong est d'abord proposé par le conseil urbain en 1976. La société américaine E. Verner Johnson and Associates est engagée en 1984 pour aider à planifier le futur musée. Trois autres entreprises sont ensuite engagées pour travailler sur les expositions : West Office Design, Toshihiko Sakow Associates et Levy Design. En 1986, le conseil engage le cabinet d'architecture de Hong Kong Palmer and Turner pour dessiner le musée et il est construit par Leighton Contractors (Asia) Limited de mars 1988 à novembre 1990 pour un coût de 340 millions HK$. Il est officiellement inauguré par le gouverneur David Wilson et le président du conseil urbain Hugh Moss Gerald Forsgate (en) le 18 avril 1991.
En 2000, le conseil urbain étant dissout, la gestion du musée passe sous la responsabilité du nouveau département des loisirs et des services culturels.

## Expositions
Le musée expose le premier avion de ligne Douglas DC-3 de la Cathay Pacific suspendu au plafond.
Les objets d'exposition les plus populaires pour les enfants sont l'espace informatique, une vraie voiture (mais stationnaire) dans laquelle les visiteurs peuvent s'essayer à un simulateur de conduite tout en évitant les accidents, les excès de vitesse et la consommation excessive de carburant, et un petit avion grandeur nature avec la vidéo d'un vol au-dessus de Hong Kong depuis l'intérieur du cockpit. Des rafraîchissements sont fournis dans un petit café.
Environ 500 objets exposés sont présentés dans la zone d'exposition permanente. L'exposition la plus importante est la machine à énergie (en) de 22 m de haut, ce qui en fait la plus haute de ce genre au monde. Un total de 18 galeries couvrent un large éventail de sujets scientifiques et technologiques, comme la lumière, le son, le mouvement, l'électricité et le magnétisme, les mathématiques, les sciences de la vie, la géographie, la météorologie, l'informatique, les transports, la communication, les sciences alimentaires, l'énergie et l'économie d'énergie et la technologie domestique. Environ 80% des expositions sont participatives, de sorte que les visiteurs peuvent apprendre grâce à une participation directe.
Le personnel du musée effectue également des démonstrations en direct tous les jours, dont beaucoup sont conçues pour les jeunes visiteurs.

## Accès
Le musée est accessible à distance de marche depuis la station de Hung Hom du métro de Hong Kong.

## Galerie

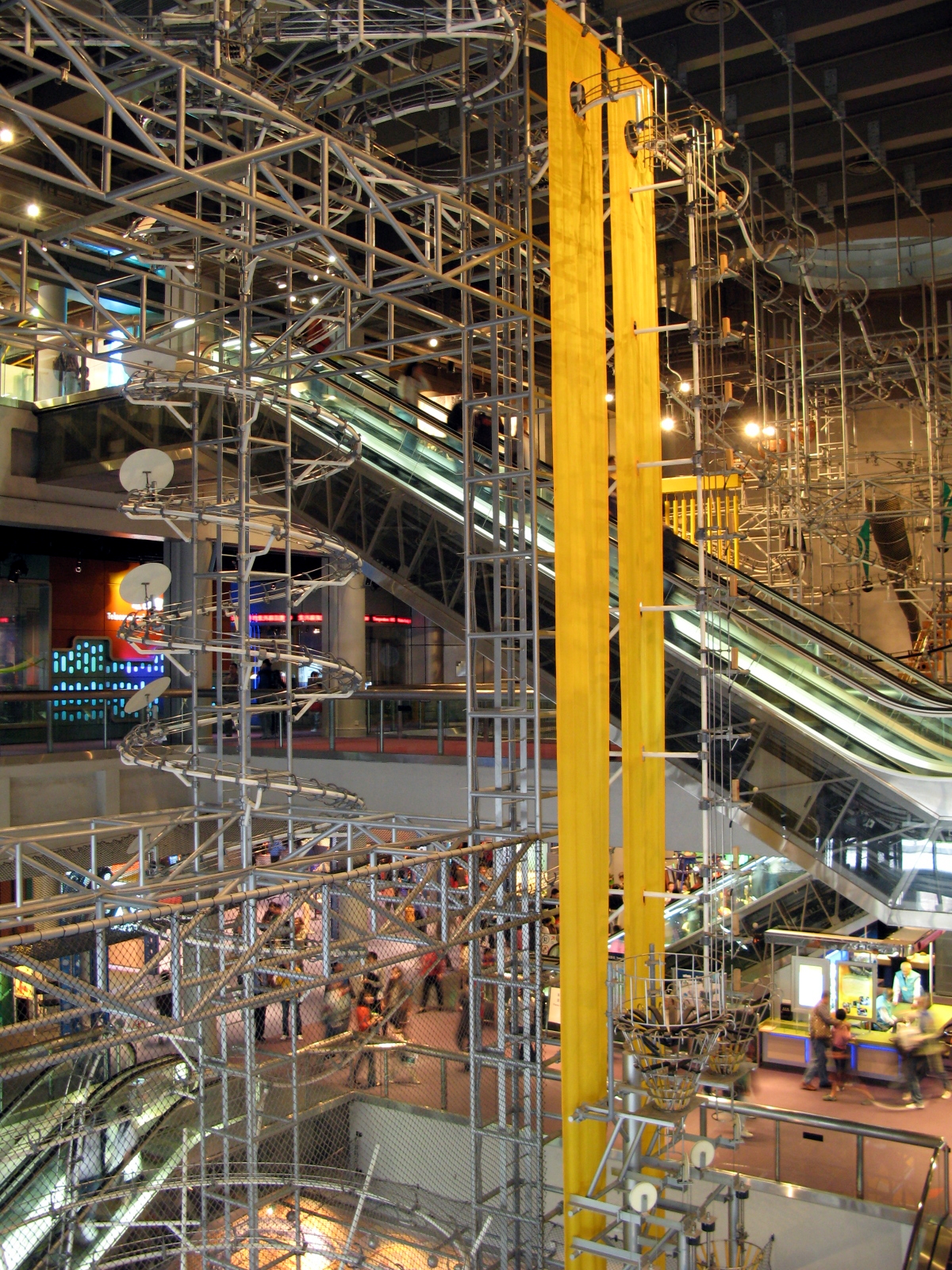
La machine à énergie de 22 m de haut.
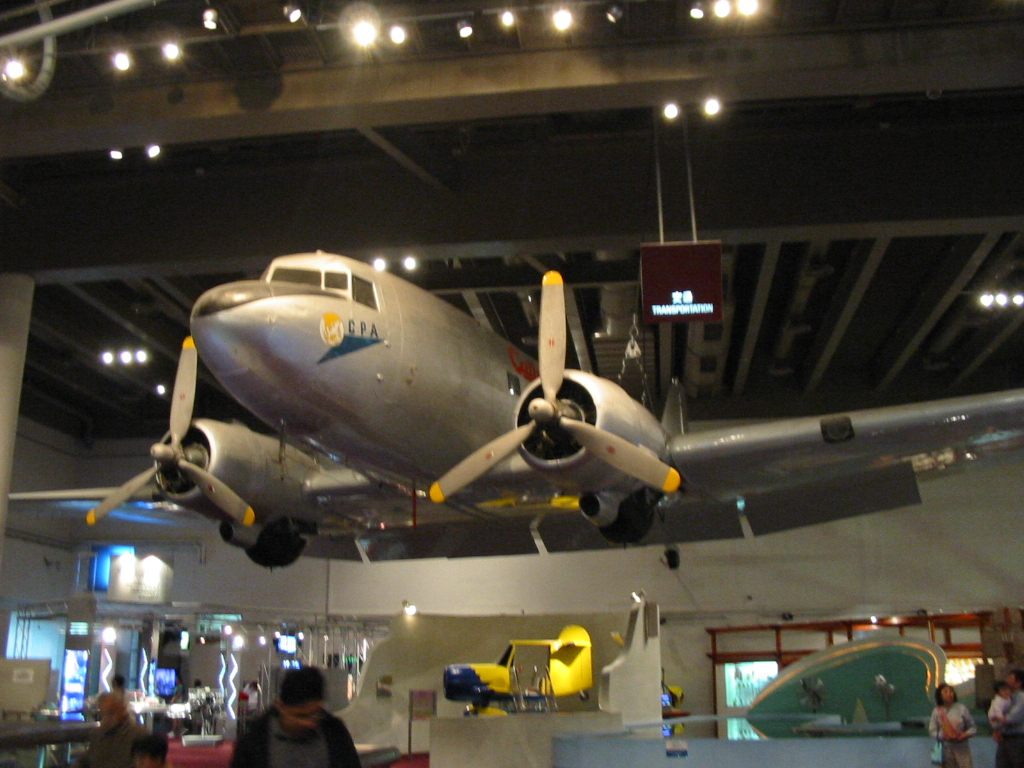
Le Douglas DC-3 de la Cathay Pacific suspendu au plafond.
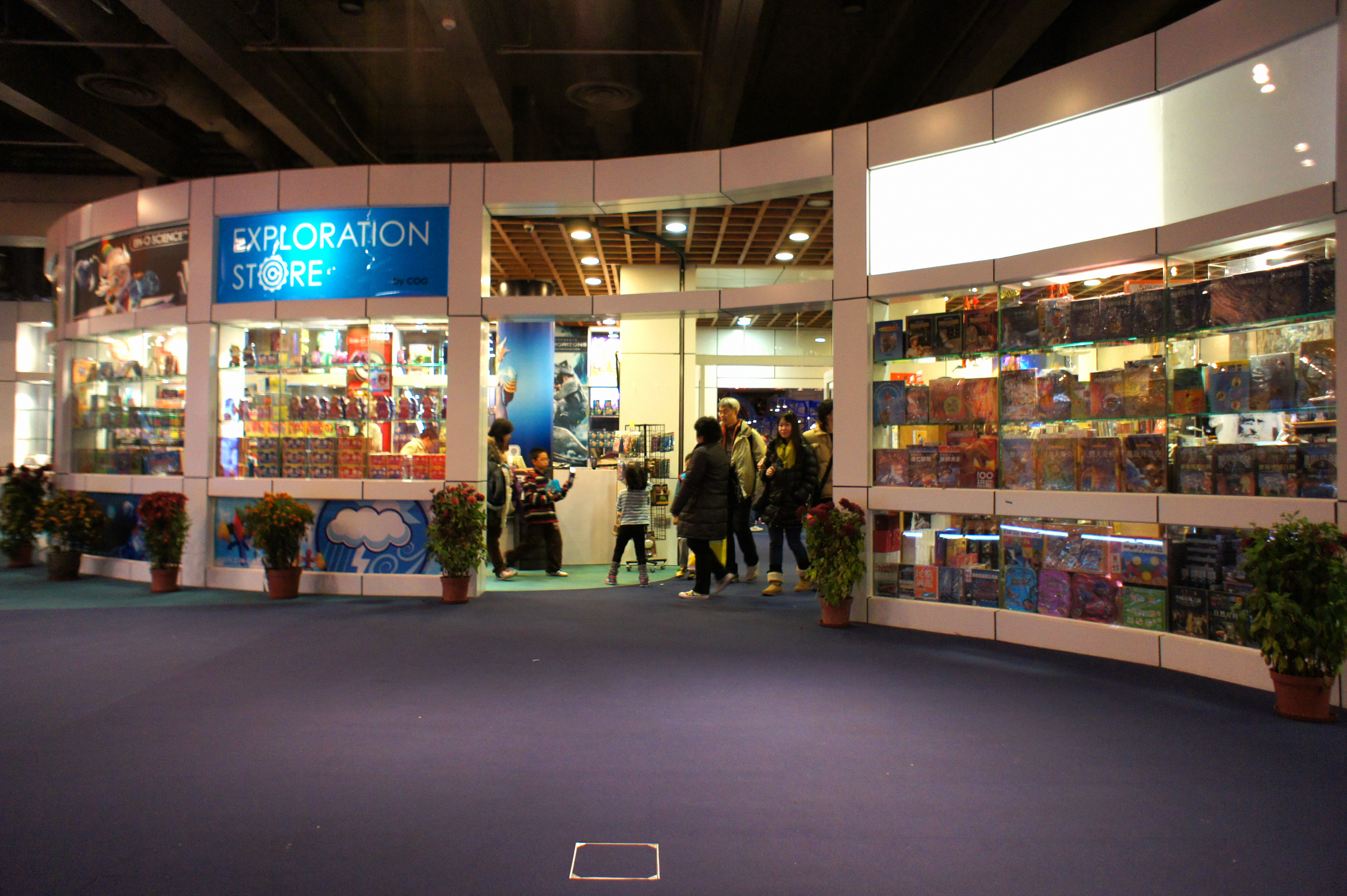
La boutique de souvenirs.
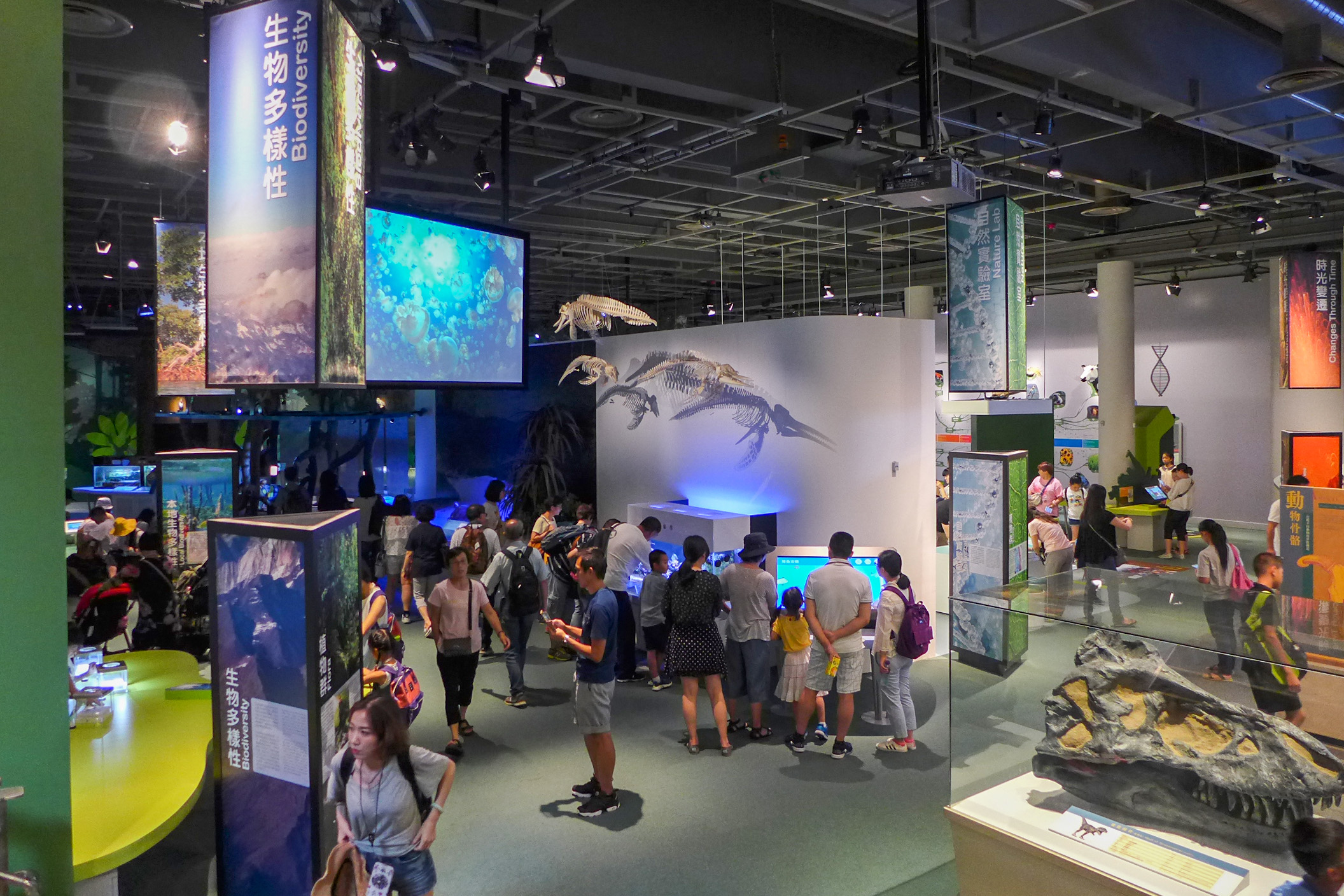
La salle d'exposition sur la biodiversité.
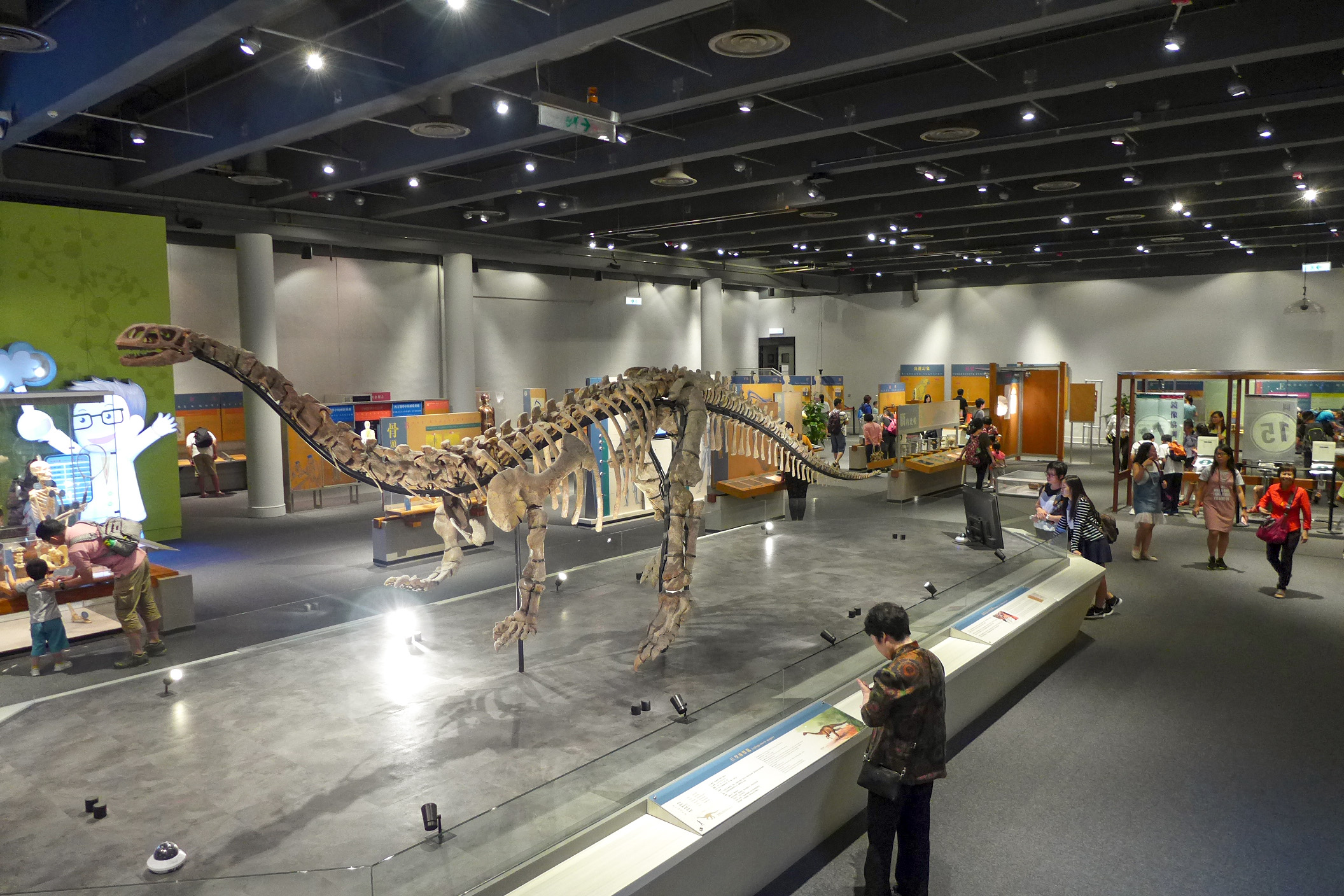
Le département des sciences de la vie après rénovation en 2016.
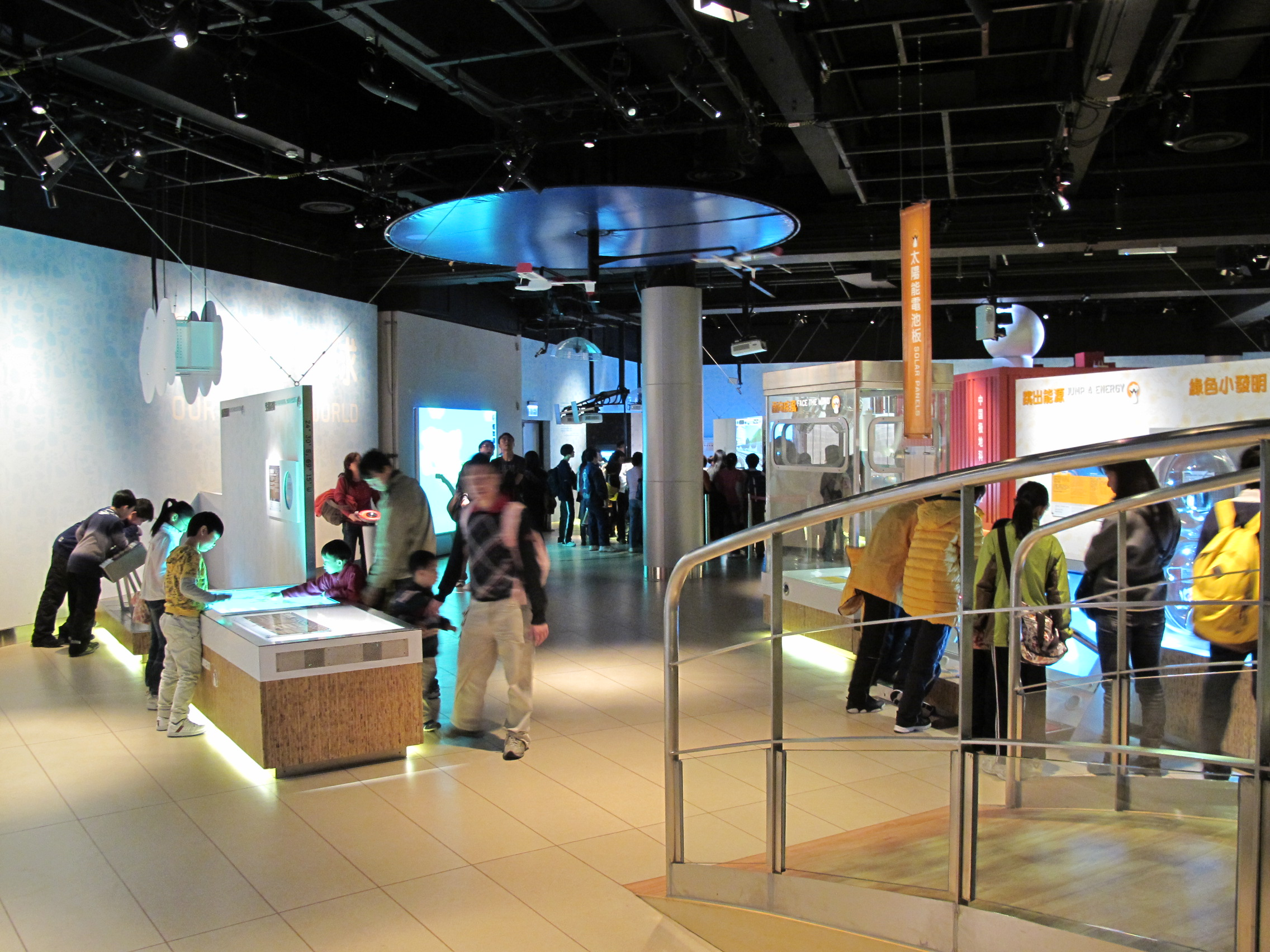
La galerie environnementale du Jockey Club de Hong Kong.
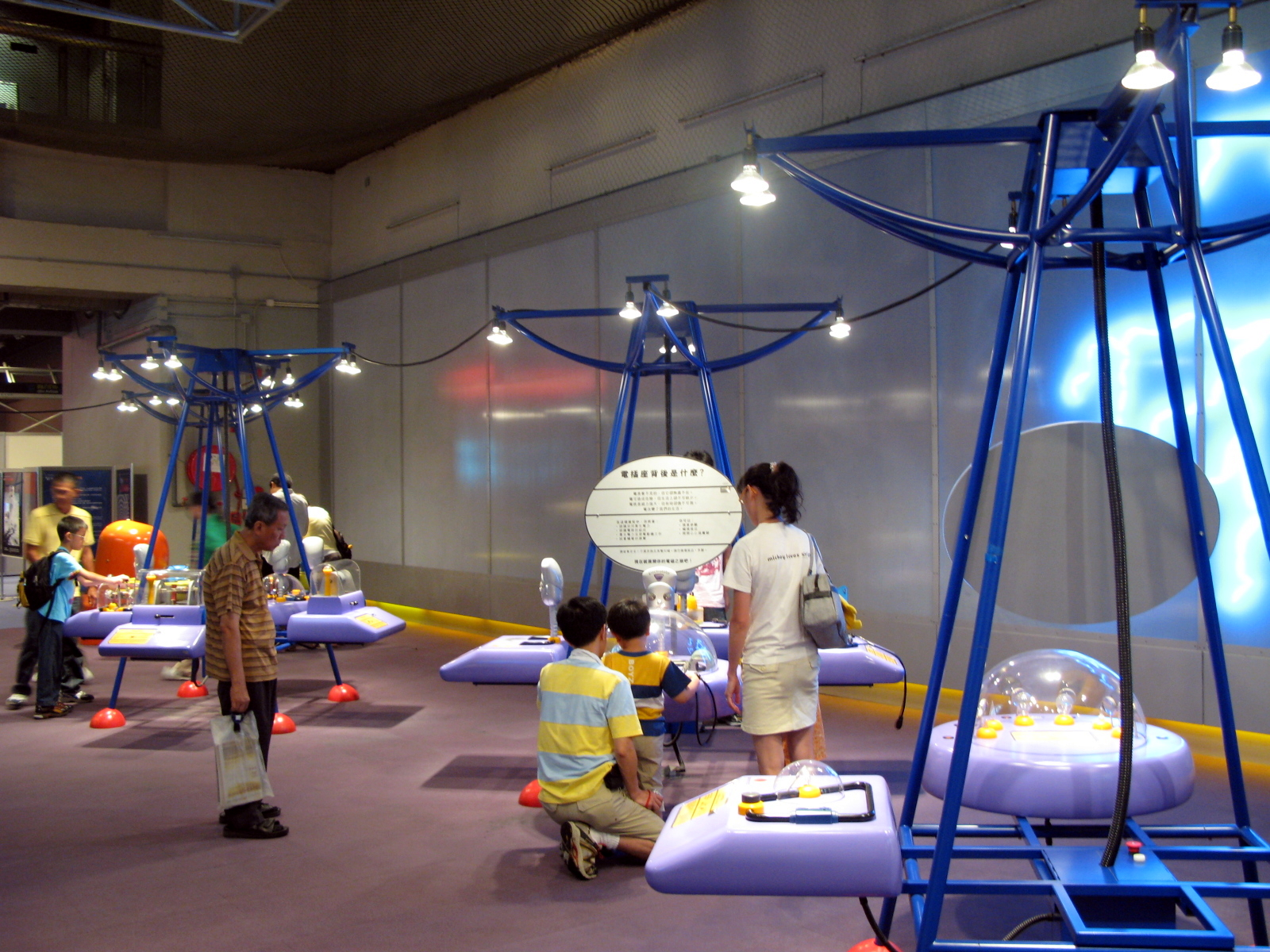
La salle sur l'électromagnétisme.
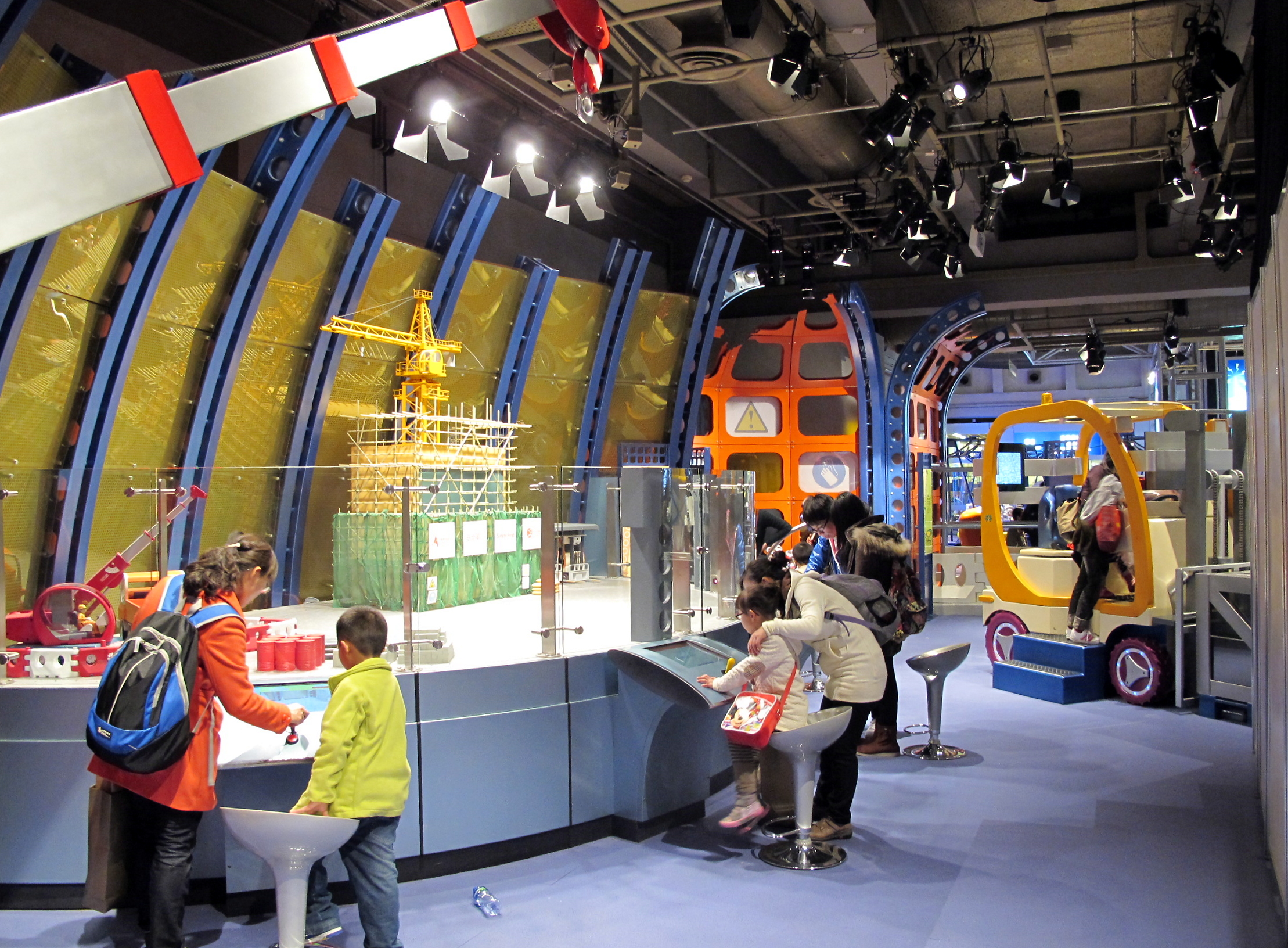
La salle de réalité augmentée sur la sécurité au travail.
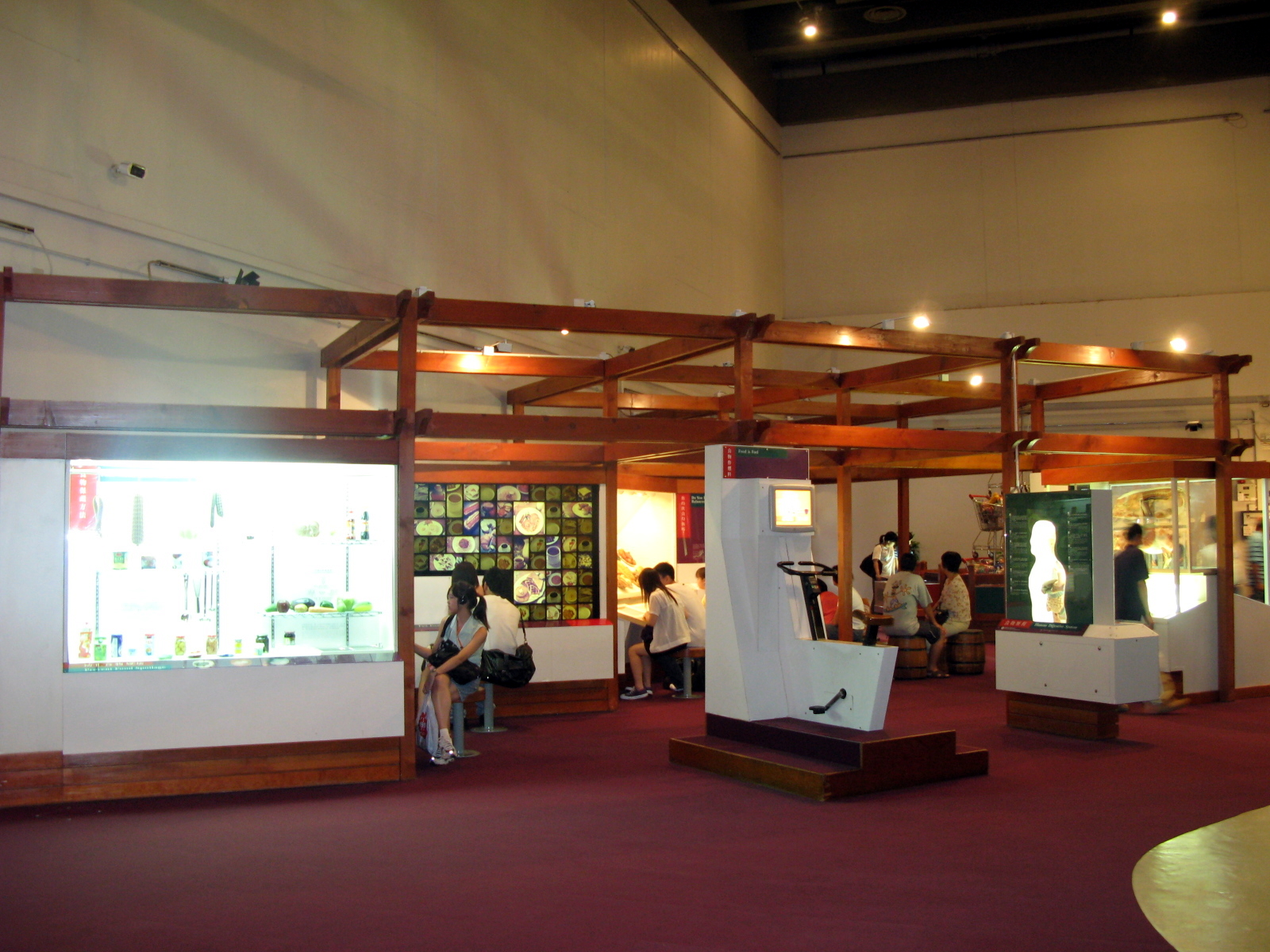
La salle de la science alimentaire.
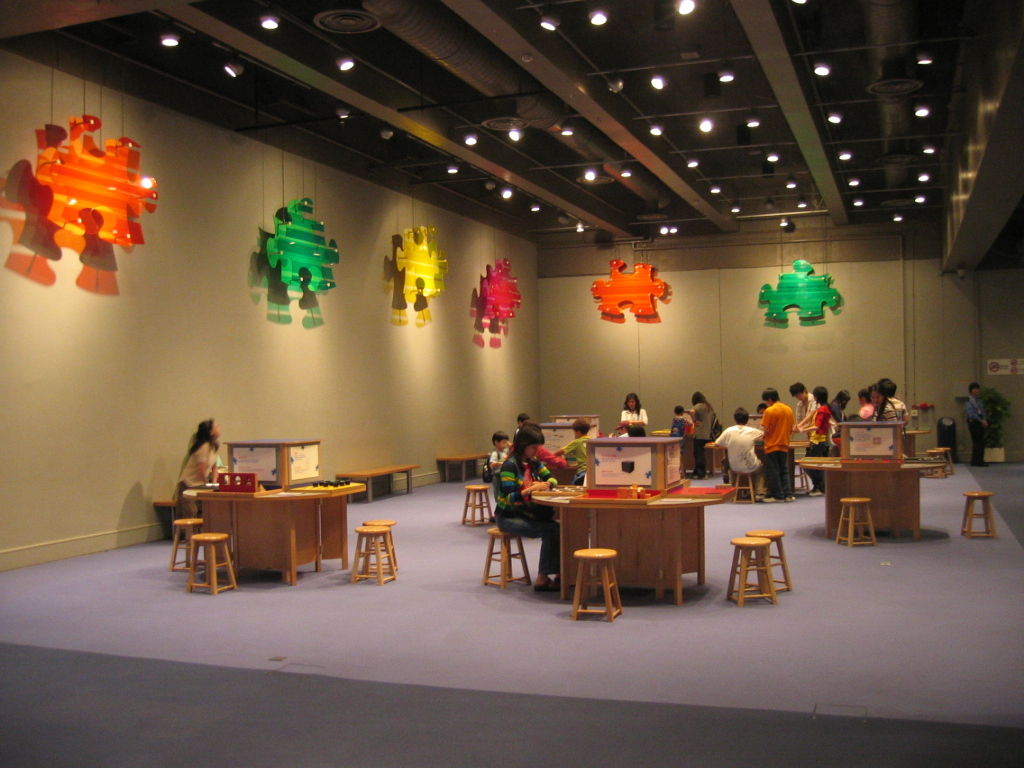
La salle de défis mathématiques cérébraux.